# Heinrich Klein (Erfinder)
Heinrich Klein (* 18. Mai 1919 in Riegel am Kaiserstuhl; † 31. Juli 2011 in Dortmund) war ein deutscher Bauingenieur und Erfinder der Torwand.

## Werdegang
Als Pionier verlor Klein 1944 bei der Schlacht um Monte Cassino seinen linken Unterschenkel und trug daher eine Prothese. Das rechte Bein wurde achtmal durchschossen. 1954 wurde Klein Technischer Direktor der Dortmunder Westfalenhallen. In dieser Funktion hatte er die Aufgabe, Prominenten-Wettbewerbe für das alljährliche Westdeutsche Sportpressefest auszurichten. Die anfängliche Idee aus elf Metern Entfernung auf einen Torhüter in einem Handballtor zu schießen wurde schnell aufgegeben, da aus dieser Entfernung der Torhüter kaum zu überwinden war. Klein ersetzte den Torhüter durch eine Spanplatte, in die er links oben und rechts unten zwei kreisrunde Löcher sägte. Die Sportjournalisten Werner Schneider und Wim Thoelke, damals Mitglieder der Westdeutschen Sportpresse, nahmen die Idee mit zum ZDF, wo die Torwand seit 1963 fester Bestandteil der Sendung das aktuelle sportstudio ist.
Für sein Engagement im Behindertensport erhielt Klein am 17. April 1991 das Bundesverdienstkreuz am Bande.
Heinrich Klein starb Ende Juli 2011 im Alter von 92 Jahren in Dortmund.